# APStar 6C

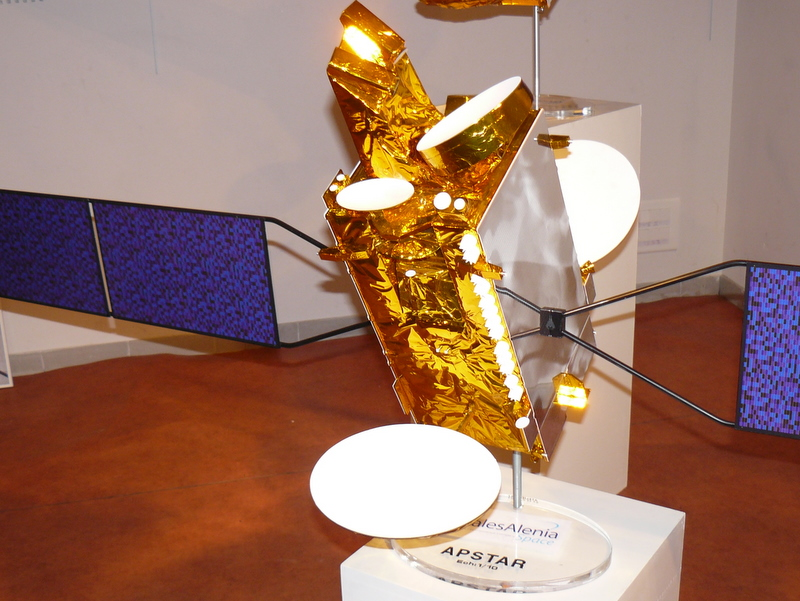
Modell des Apstar-6-Satelliten im Maßstab 1:10.

APStar 6C (Asia-Pacific 6C, 亚太6C) ist ein kommerzieller Kommunikationssatellit der APT Satellite aus Hongkong.
Er wurde am 4. Mai 2018 um 16:06 UTC mit einer Langer-Marsch-3B/G-2-Trägerrakete vom Kosmodrom Xichang in Sichuan aus in eine geostationäre Umlaufbahn gebracht.
Der dreiachsenstabilisierte Satellit ist mit 19 Ku-Band- und 26 C-Band-Transpondern ausgerüstet und soll von der Position 134° Ost aus den gesamten asiatisch-pazifischen Raum vom Osten Russlands bis Australien und Neuseeland im Süden und von der arabischen Halbinsel bis Hawaii mit Telekommunikationsdienstleistungen und Fernsehen versorgen. Er wurde auf Basis des Satellitenbusses  DFH-4 der Chinesischen Akademie für Weltraumtechnologie gebaut und besitzt eine geplante Lebensdauer von 15 Jahren. Der Vertrag zum Bau des Satelliten wurde im Oktober 2015 unterzeichnet.
Im Juni 2018 sollte der Satellit den Vorgänger APStar 6 ablösen. Bei APStar 6 trat jedoch am 27. Mai 2018 eine Anomalie in einem Solarzellenausleger auf, die zu einem teilweisen Stromausfall an Bord von APStar 6 führte, worauf man eine Anzahl Transponder an Bord abschalten und damit Kommunikationsverbindungen eigener Kunden unterbrechen musste. Daraufhin wurde damit begonnen, APStar 6C, der gerade Tests im Orbit durchlief, an die Position von APStar 6 zu versetzen. Seit dem 29. Juni 2018 befinden sich beide Satelliten in Kolokation auf 134° Ost und am frühen Morgen des 30. Mai 2018 habe man alle unterbrochenen Verbindungen mit Hilfe der Transponder von APStar 6C wiederhergestellt.